# Інтерсіті+ (поїзд № 734/733)
Інтерсíті+ — денний швидкісний поїзд УЗШК № 733/734 сполученням Київ — Дніпро. Рейси зазвичай здійснювалися складом HRCS2. Протяжність маршруту складала 734 км.

## Історія
3 серпня 2003 року поїзд № 166/165 сполученням Київ — Дніпро здійснив свій перший рейс.
З 11 листопада 2012 року поїзд курсував складом HRCS2.
1 червня 2014 року змінена нумерація поїзда на № 734/733.
13 та з 17 по 21 лютого 2014 року поїзду змінено склад, замість HRCS2 курсував у складі з 5-6 купейних вагонів та 1 вагону класу Люкс.
З 15 травня 2014 року повернено HRCS2 на рейс №166/165 сполученням Київ — Дніпропетровськ.
9 серпня 2014 року тимчасово курсував складом електропоїзда ЕКр1 «Тарпан».
22 серпня 2014 року поїзд тимчасово курсував зміненим маршрутом через станції Полтаву та Красноград, у зв'язку з сходом вантажного поїзда з рейок на Черкащині.
28 листопада 2014 року маршрут руху поїзда продовжено до станції Покровськ.
З 12 по 23 вересня 2016 року на ділянці Чаплине — Імені Тараса Шевченка поїзд вирушав раніше та мав додаткові зупинки.
З 18 березня по 1 червня 2020 року поїзд тимчасово не курсував через пандемію коронавірусу.
У лютому 2021 року, через ДТП на станції Воскобійня, поїзду було замінено склад на пасажирські вагони.
Через російське вторгнення в Україну маршрут руху поїзда обмежено до станції Дніпро-Головний.

## Інформація про курсування
Швидкісний поїзд № 733/734 сполученням Київ — Покровськ курсував щоденно, цілий рік. На шляху прямування поїзд зупинявся на 5 проміжних станціях: Імені Тараса Шевченка, Знам'янка-Пасажирська, Олександрія, П'ятихатки-Стикова (технічна зупинка) та Кам'янське-Пасажирське.
Вартість проїзного документу залежила від дня тижня.
| Розклад руху поїзда «Інтерсіті+» на 2021/2022 рр. | Розклад руху поїзда «Інтерсіті+» на 2021/2022 рр. | Розклад руху поїзда «Інтерсіті+» на 2021/2022 рр. | Розклад руху поїзда «Інтерсіті+» на 2021/2022 рр. | Розклад руху поїзда «Інтерсіті+» на 2021/2022 рр. |
| Час прибуття                                      | Час відправлення                                  | Станція                                           | Час прибуття                                      | Час відправлення                                  |
| -                                                 | 17:35                                             | Київ                                              | 12:52                                             | -                                                 |
| 02:05                                             | -                                                 | Покровськ                                         | -                                                 | 04:39                                             |
| ------------------------------------------------- | ------------------------------------------------- | ------------------------------------------------- | ------------------------------------------------- | ------------------------------------------------- |

Актуальний розклад руху вказано у розділі «Розклад руху призначених поїздів» на офіційному вебсайті «Укрзалізниці».